# Chasmina candida
Chasmina candida är en fjärilsart som beskrevs av Walker 1865. Chasmina candida ingår i släktet Chasmina och familjen nattflyn. Inga underarter finns listade i Catalogue of Life.